# Grand Restaurant

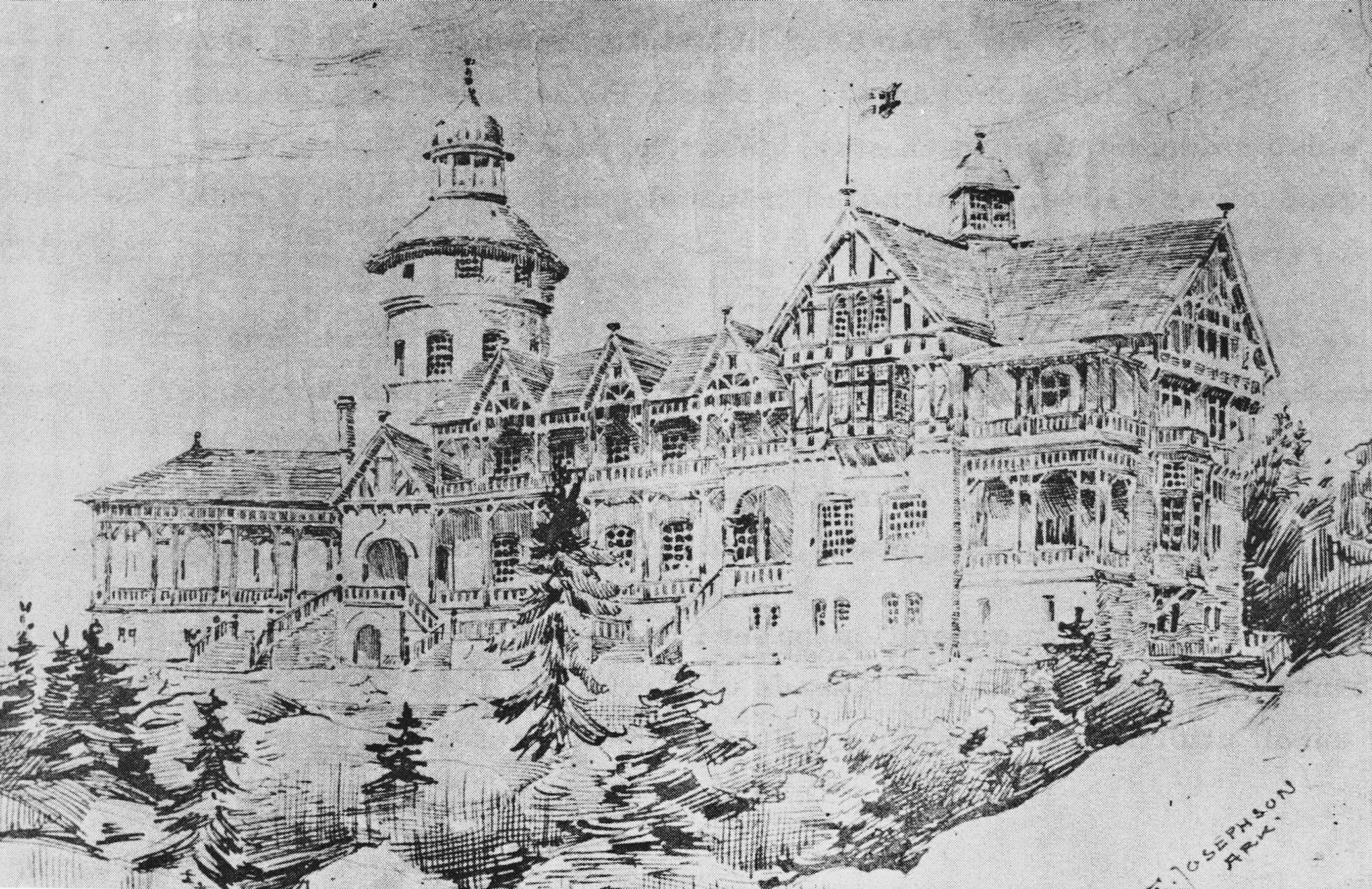
Grand Restaurant, Erik Josephsons illustration, 1892.

Grand Restaurant var en exklusiv restaurang på Restaurangholmen utanför Grand Hotel i Saltsjöbaden, Nacka kommun. Restaurangen invigdes 1893 samtidigt med hotellet och ritades av samma arkitekt, Erik Josephson. Grand Restaurant brann ner den 20 december 1968 och återuppbyggdes inte. På platsen uppfördes några bostadshus som stod färdiga år 2008.

## Bakgrund
| Holmen 1722 och 1896. |  | Holmen 1722 och 1896. |
| Holmen 1722 och 1896. |  |                       |

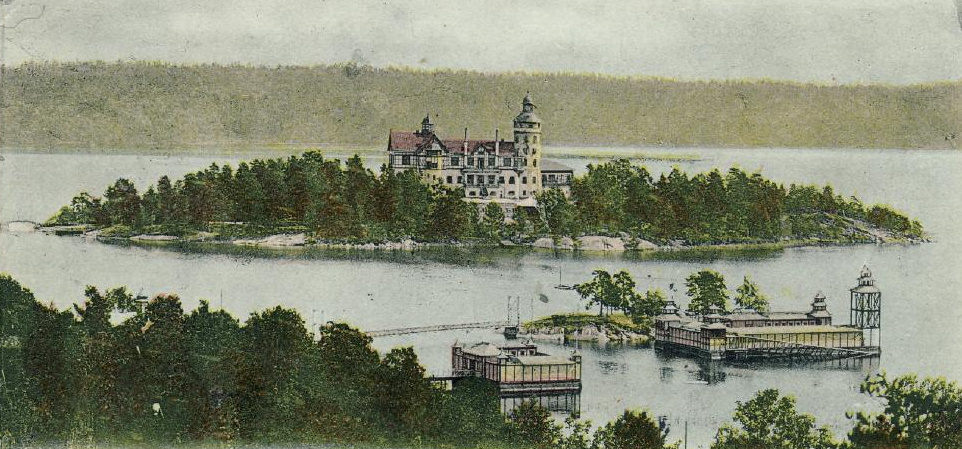
Grand Restaurant cirka 1900.

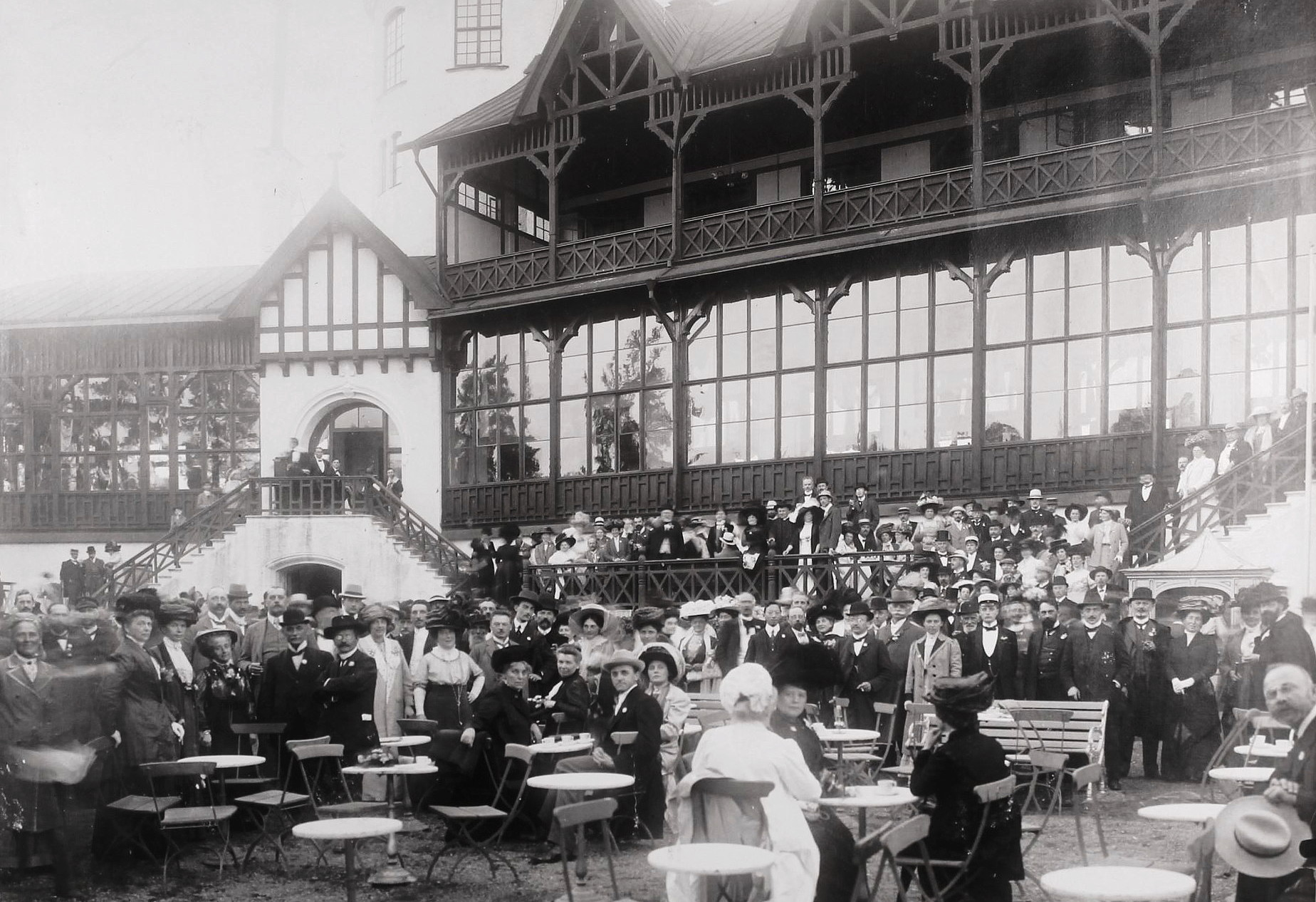
Delegaterna för Världsfredskongressen 1910 på Grand Restaurants terrass.

Grand Restaurant byggdes på en holme i Baggensfjärden utanför Grand Hotel. Holmen bestod av en större och tre mindre öar som ursprungligen hörde till en av Neglinges tre gårdar och kallades Nedergårdsholmen. Den ingick i det stora markförvärvet som 1889 ägde rum mellan finansmannen K.A. Wallenberg och hovjägmästaren Herman Magnus af Petersens, dåvarande ägare av godset Erstavik i Nacka socken. På marken anlades sedan den nya villa- och badorten Saltsjöbaden.

## Restaurangen och Sommarhotellet
Medan Grand Hotels byggnad tillkom efter en arkitekttävling, som vanns av Erik Josephson, byggdes Grand Restaurant utan föregående tävlan och Josephson fick uppdraget direkt. Även här var Gustaf Oscar Wallenberg, verkställande direktör i Järnvägs AB Stockholm-Saltsjö, mycket aktiv och påverkande gällande byggnadens utseende och funktion. Han var indirekt uppdragsgivaren och intresserad av arkitektur. Instruktionen till Josephson var bland annat: ”Det skall vara en byggnad utan baksidor åt något håll, med högt uppstickand torn i gammal borgstil.” Han angav även de ungefärliga måtten.
Utöver en perspektivskiss (som visar norra fasaden) utförd av Josephson existerar inga originalritningar längre. På skissen framgår en monumental byggnad i historiserande stil, som liknar en tysk, medeltida borganläggning. Byggnaden var av trä och hade tre våningar samt vindsvåning under sadeltak. Den stora byggnadskroppen var vinkelformad och sammansatt av mindre volymer med pittoreska utbyggnader, fackverksdekorerade gavelrösten och burspråk, flera verandor samt ett högt, lanterninkrönt, runt torn i sydöstra hörnet. Fasaderna var gulputsade och trädetaljerna brunmålade. Serveringen skedde i en praktfull matsal i bottenvåningen och på verandorna som efter några år utrustades med skyddande fönster. I övre våningen fanns en fil med elegant möblerade rum och salonger.
I publikationen Stockholms förstäder och villasamhällen 1911 kunde man bland annat läsa: ”Grand Restaurant – öppet endast under sommaren – med sitt sommarhotell. Detta är till läge och inredning synnerligen trefligt och har sin särskilda lockelse för dem, som njuta af att i sommartid se och höra hafvet omedelbart nedanför sina balkonger.” I en reklambroschyr från 1902 stod bland annat: ”Goda kägelbanor i förening med hafsbad. God musik vissa dagar i veckan”.
Framför byggnaden anordnades en stor terrass där gästerna kunde sitta och njuta av naturen. Fast landförbindelse ordnades över ett näs med två smäckra järnbroar som levererades av Bergsunds Mekaniska Verkstad 1892. Även vid Badholmen, en liten klippö i Baggensfjärden och där det 1895 anlades två kallbadhus, byggdes en hängbro till fastlandet. Alla dessa små gångbroar vittnar om de höga estetiska krav som kännetecknade Saltsjöbadsprojektet. Samtidigt med Grand Hotel invigdes Grand Restaurant den 10 maj 1893 och holmen fick sitt nuvarande namn Restaurantholmen eller Restaurangholmen.
I anslutningen till restaurangen uppfördes öster om restaurangbyggnaden det så kallade Sommarhotellet som ritades 1904 av arkitekt Carl Westman på uppdrag av Järnvägsbolaget och invigdes 1906. Hotellet hade 50 bäddar och egen frukostmatsal och skulle bara hålla öppet under sommaren. För att locka gäster erbjöd Järnvägsbolaget för fem kronor kombinerade biljetter som inkluderade resan med Saltsjöbanan från Stockholm tur och retur samt bad, lunch eller middag. Mot ett extra tillägg kunde man även få övernattning. Det blev succé och gästerna strömmade till. Mellan den 1 och 5 augusti 1910 hölls en världsfredskongress i Stockholm. Själva kongressen ägde rum i Riddarhuset i Stockholm men delegaterna samlades ute i Saltsjöbaden på Grand Restaurang för att koppla av.

### Historiska bilder

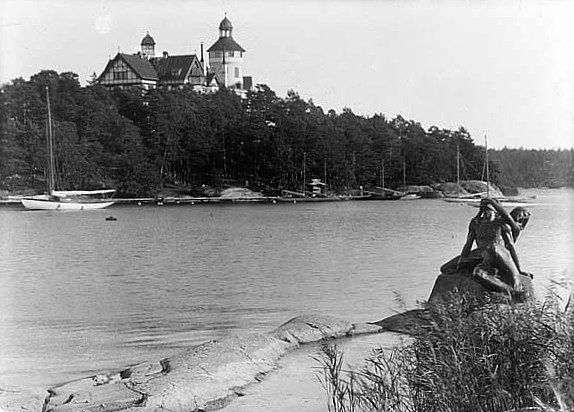
Grand Restaurant på 1900-talet.
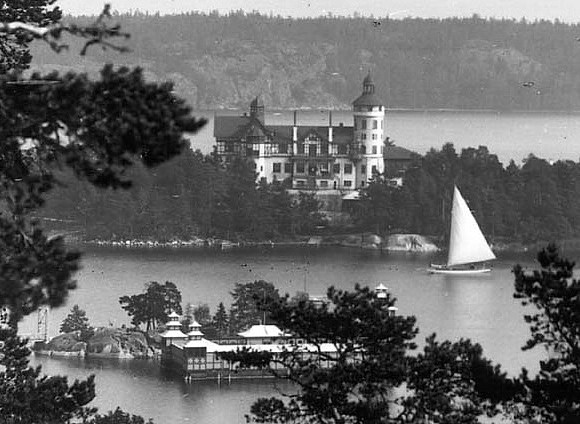
Grand Restaurant på 1900-talet.
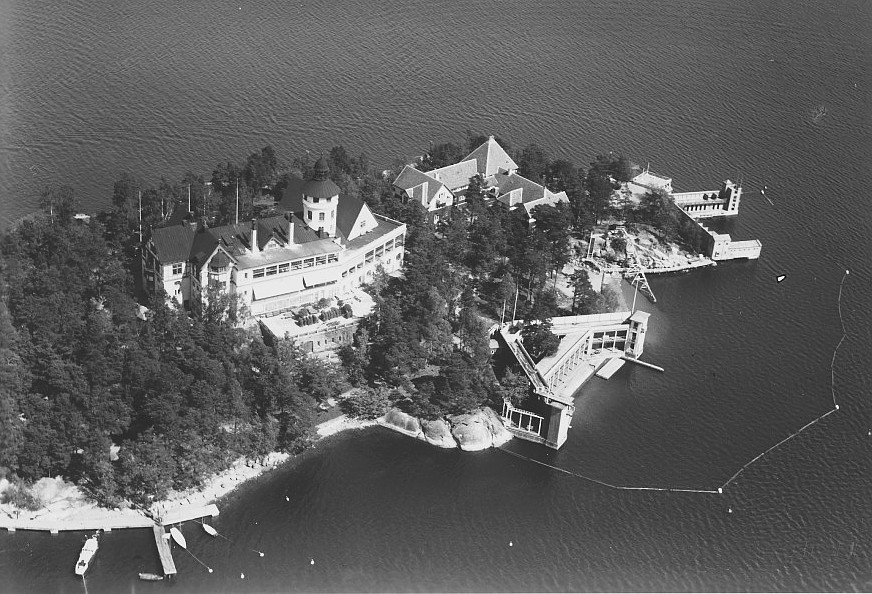
Restaurantholmen 1936.
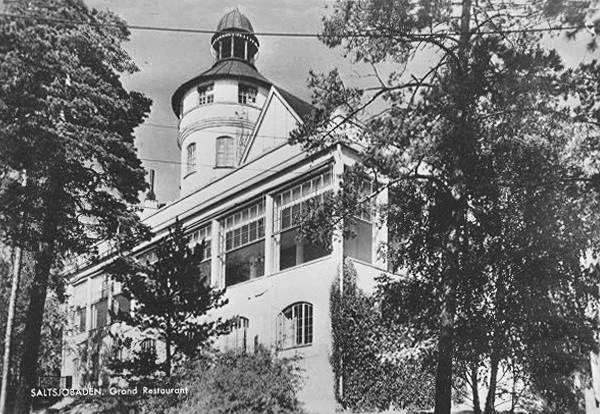
Grand Restaurant på 1950-talet.
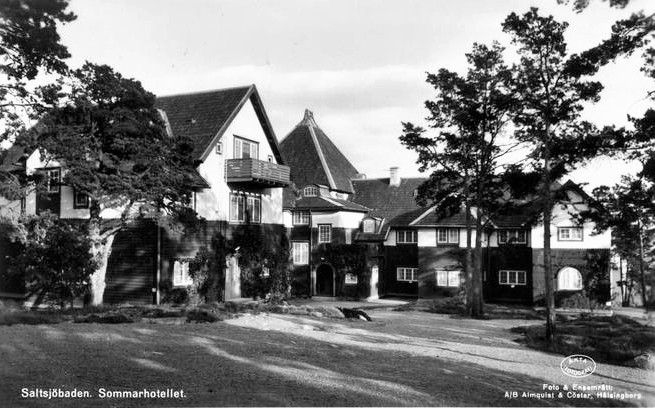
Sommarhotellet på 1950-talet.

## Restaurangens och Sommarhotellets vidare öden

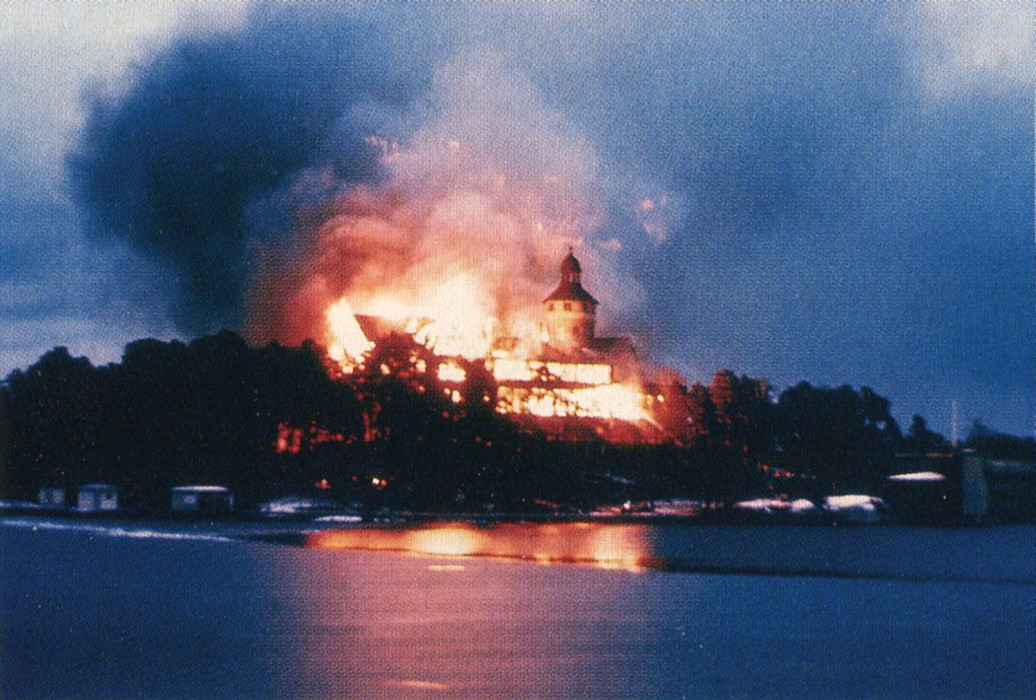
Grand Restaurant brinner, 20 december 1968.

De första åren fanns bara en frukostservering i Grand Hotel men ingen restaurang för lunch och middag och hotellgästerna fick promenera över broarna till holmen för att äta. Tanken bakom denna uppdelning var att hotellgästerna inte skulle störas av matos och buller från köket. Men redan 1896 byggdes hotellet till med en stor och en liten restaurangmatsal samt kök och gästerna slapp den ”besvärliga” promenaden. För ritningarna stod hotellets arkitekt, Erik Josephson. Efter att restaurangen i hotellet tagits i drift på hösten 1896 stängdes Grand Restaurant under vintersäsongerna.
Grand Restaurang har sedermera byggts om och till ett flertal gånger, bland annat 1915 efter ritningar av Ferdinand Boberg. Det var hans sista arkitektuppdrag innan han övergick till att resa runt i landet och dokumentera äldre bebyggelse.
Mycket av restaurangens ursprungliga utseende försvann med tiden, verandorna byggdes in, putsades och fick moderna fönster. På ön anlades även Saltsjöbadens friluftsbad med ett dambad (ditflyttat 1913) och ett herrbad (byggt 1925). Redan vid sekelskiftet 1900 fanns en gästhamn för fritidsbåtar som numera i upprustad och utökad form skötts av KSSS. 1926 skrev och framförde Evert Taube sin Kom i min famn här ute.
Fram till andra världskriget upplevde Grand Restaurant och Sommarhotellet sin storhetstid. I slutet av 1940-talet avtog intresset och gästerna uteblev. Ledningen för Grand Hotel satsade sina ekonomiska resurser på stora hotellet och lät restaurangen och Sommarhotellet på Restaurangholmen delvis förfalla. Under 1960-talet inrättades i Sommarhotellet enklare personalbostäder för Grand Hotels anställda.
På morgonen den 20 december 1968 brann Grand Restaurant ner till grunden. I byggnaden övernattade 25 gäster efter en personalfest kvällen innan: alla överlevde. Anledningen till branden klarades aldrig upp. Därefter avröjdes tomten, marken uppfylldes och användes i årtionden som bilparkering innan broarna stängdes av för biltrafik på grund av rasrisk. Branden blev även slutet för Sommarhotellet som bommades igen för gott och förföll, för att slutligen rivas 1984.

## Restaurangholmen idag
Det skulle dröja till början av 2000-talet innan en ny detaljplan antogs som tillåter bebyggelse med några bostadshus. Mellan år 2006 och 2008 uppfördes fem huskroppar i tre våningar, varav fyra hus är för bostadsändamål med totalt 30 lägenheter och en är en rehabiliteringsanläggning. Anläggningen projekterades av RehabLiving och byggdes av JM, som även renoverade de förfallna badhusen och broarna, som numera kan trafikeras av bilar igen. Vid en av broarna restes 2010 Peter Lindes byst i brons visande Alice Babs. I januari 2012 beslöt Länssyrelsen i Stockholms län att förklara både herr- och dambadhusets byggnader för byggnadsminnen.
Lokalgatan på Restaurangholmen heter Torben Gruts väg, uppkallad efter arkitekt Torben Grut som 1925 ritade herrbadets anläggning.

### Nutida bilder

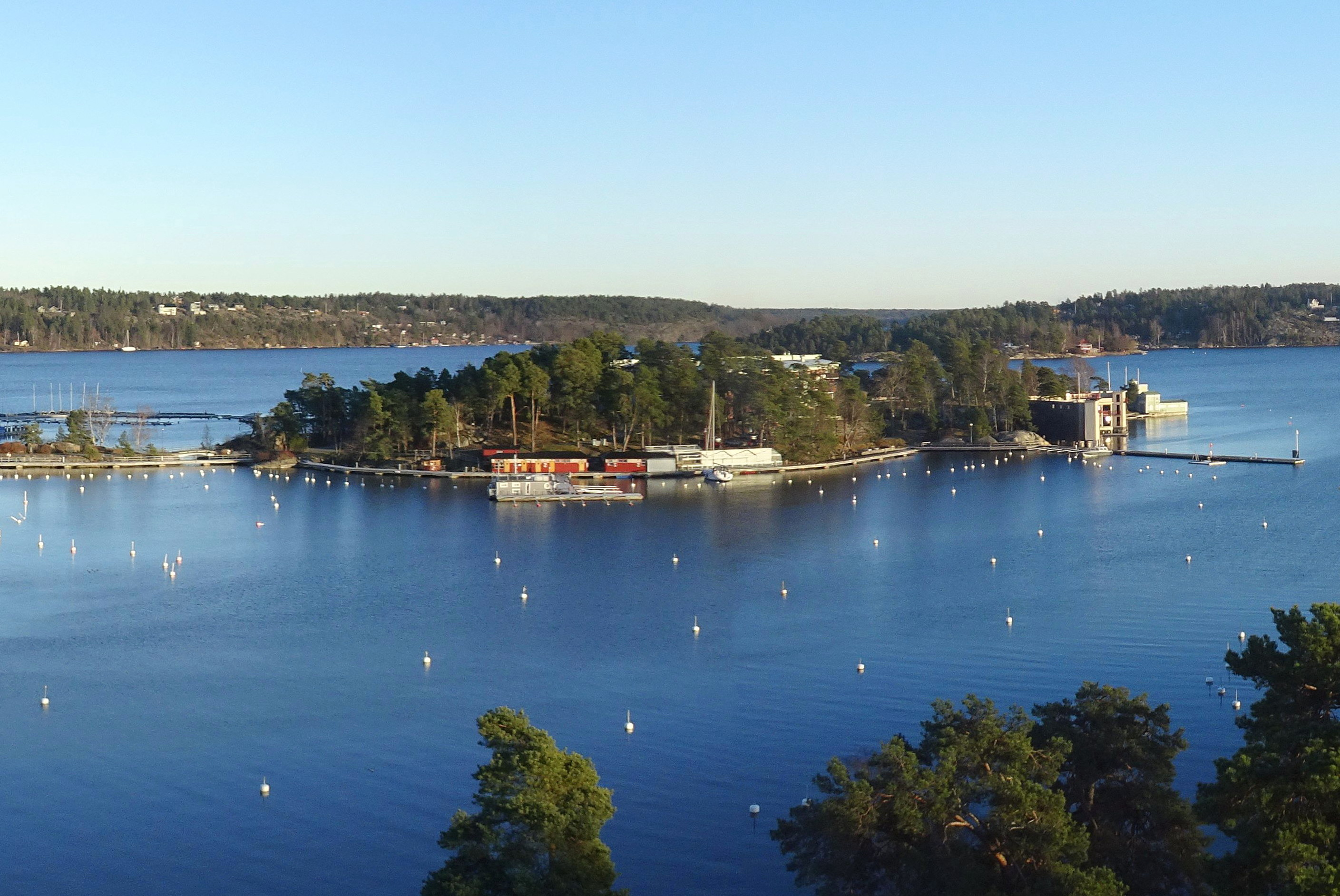
Restaurangholmen, 2015.
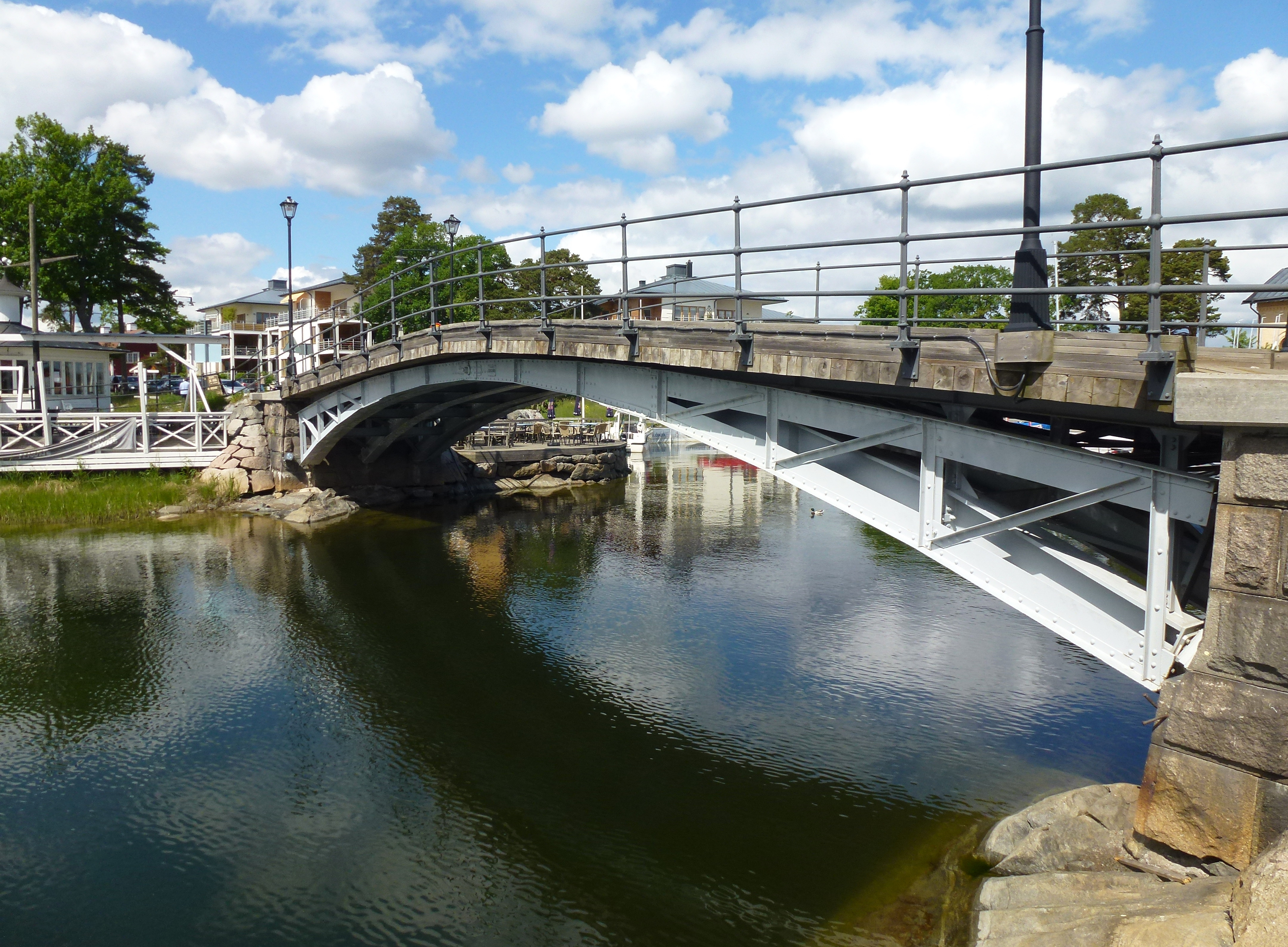
Bron till Restaurangholmen, 2013.
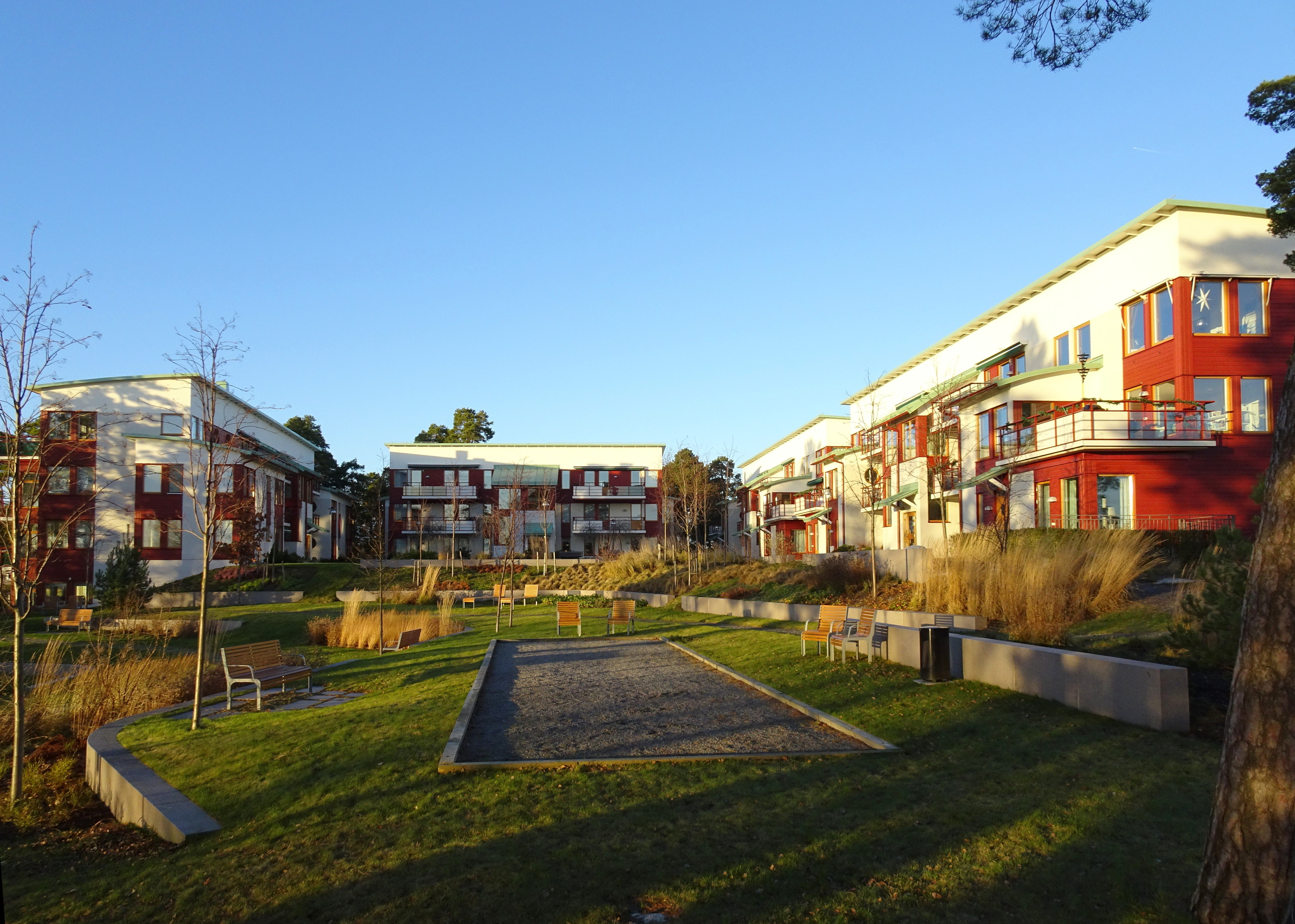
Bostadshusen uppförda 2006–2008.
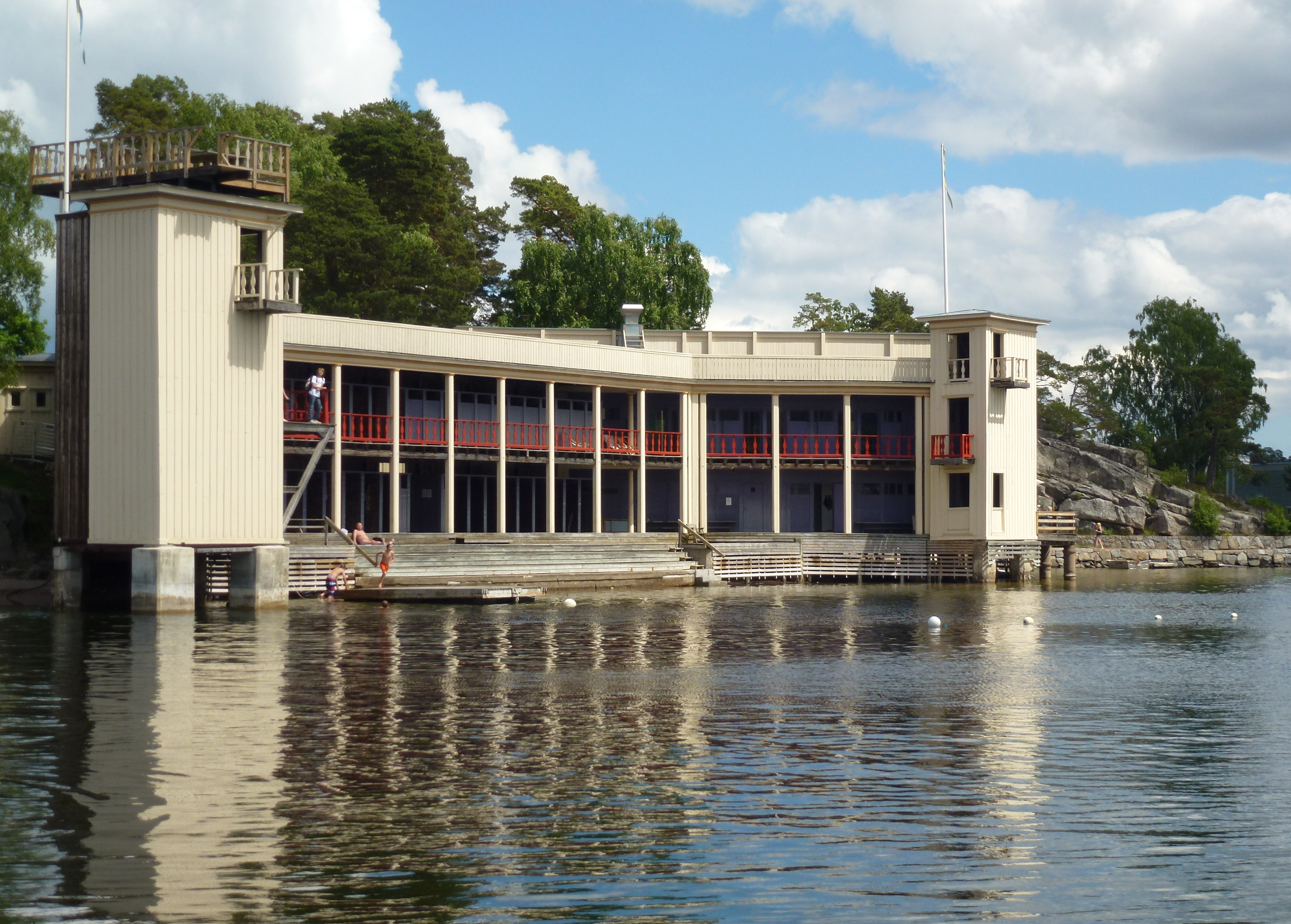
Herrbadet 2013.
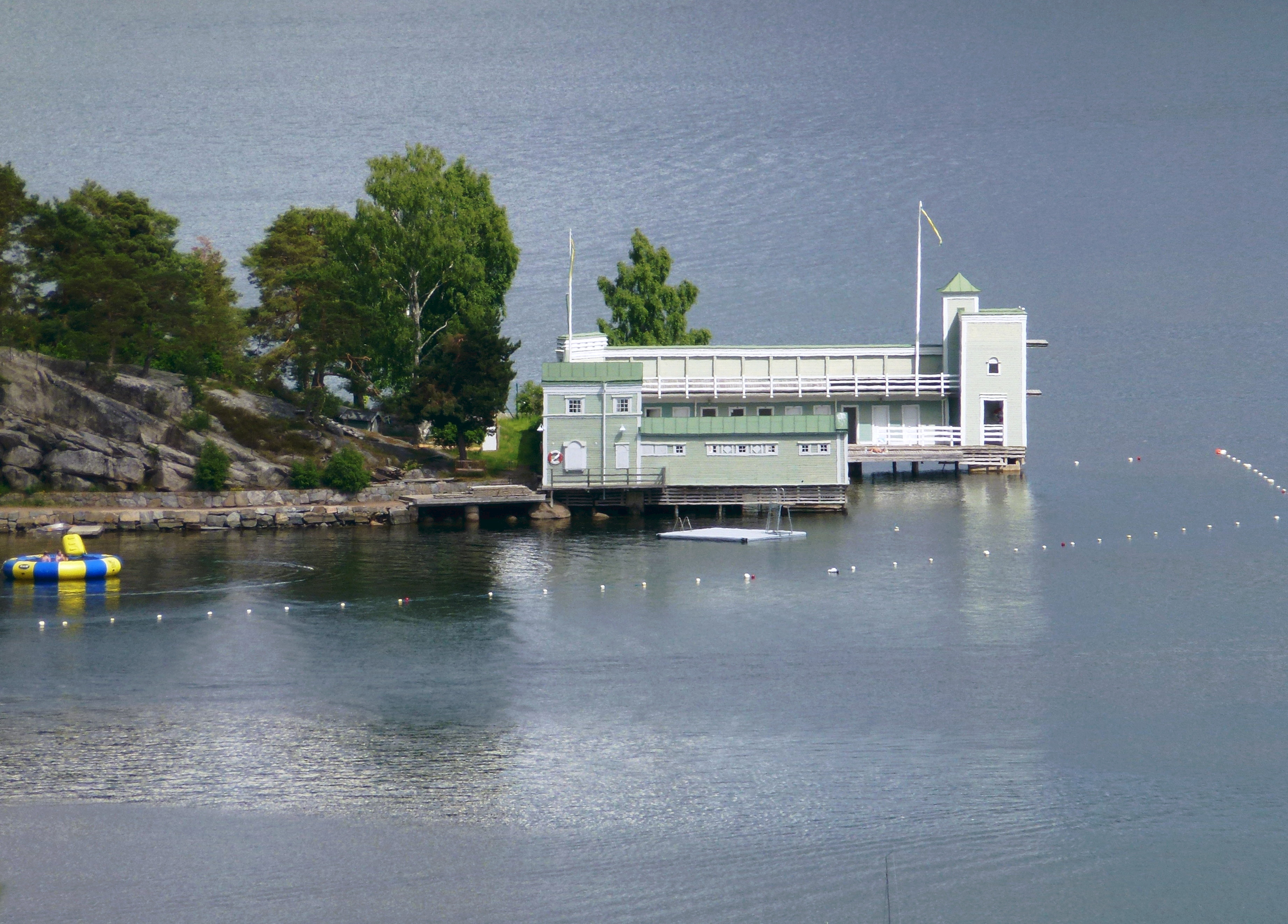
Dambadet 2013.